# Recep Çetin
Recep Çetin (ur. 1 października 1965 w Karasu) – turecki piłkarz grający na pozycji prawego obrońcy.

## Kariera klubowa
Recep urodził się w mieście Karasu i tam też rozpoczął karierę piłkarską w klubie Sakaryaspor, gdzie grał jedynie w drużynach młodzieżowych. W 1983 roku odszedł do drugoligowego Bolusporu, a w 1986 roku awansował z nim do pierwszej ligi Turcji. W 1988 roku odszedł z Bolusporu i został zawodnikiem Beşiktaşu JK, wywodzącego się ze Stambułu. Już w 1989 roku Recep wywalczył swoje pierwsze sukcesy z Beşiktaşem, gdy sięgnął najpierw po Puchar Turcji, a następnie po Superpuchar Turcji. W 1990 roku „Czarne Orły” zostały mistrzem kraju, pierwszy raz od 1986 roku. Zespół zdobył także drugi raz z rzędu krajowy puchar. W 1991 i 1992 roku Recep ponownie zostawał mistrzem kraju, a w tym drugim przypadku zdobył także superpuchar. W 1994 roku został zdobywcą krajowego pucharu oraz superpucharu, a w 1995 roku ostatni raz sięgnął po mistrzostwo kraju. Do 1998 roku rozegrał w barwach Beşiktaşu 269 meczów i strzelił 4 gole.
Latem 1988 roku Recep przeszedł do Trabzonsporu. W zespole tym grał rok i zajął 6. miejsce w tureckiej lidze. W 1999 roku wrócił do Stambułu i został zawodnikiem İstanbulsporu. W 2000 i 2001 roku pomógł drużynie w utrzymaniu w lidze. Latem 2001 zdecydował się zakończyć sportową karierę. Liczył sobie wówczas 36 lat.
| Sezon   | Klub            | Kraj   | Rozgrywki | Mecze | Bramki |
| ------- | --------------- | ------ | --------- | ----- | ------ |
| 1983/84 | Boluspor        | Turcja | II liga   | ?     | ?      |
| 1984/85 | Boluspor        | Turcja | II liga   | ?     | ?      |
| 1985/86 | Boluspor        | Turcja | II liga   | ?     | ?      |
| 1986/87 | Boluspor        | Turcja | Süper Lig | ?     | ?      |
| 1987/88 | Boluspor        | Turcja | Süper Lig | ?     | ?      |
| 1988/89 | Beşiktaş JK     | Turcja | Süper Lig | 36    | 1      |
| 1989/90 | Beşiktaş JK     | Turcja | Süper Lig | 31    | 1      |
| 1990/91 | Beşiktaş JK     | Turcja | Süper Lig | 24    | 1      |
| 1991/92 | Beşiktaş JK     | Turcja | Süper Lig | 25    | 1      |
| 1992/93 | Beşiktaş JK     | Turcja | Süper Lig | 27    | 0      |
| 1993/94 | Beşiktaş JK     | Turcja | Süper Lig | 19    | 0      |
| 1994/95 | Beşiktaş JK     | Turcja | Süper Lig | 29    | 0      |
| 1995/96 | Beşiktaş JK     | Turcja | Süper Lig | 29    | 0      |
| 1996/97 | Beşiktaş JK     | Turcja | Süper Lig | 29    | 0      |
| 1997/98 | Beşiktaş JK     | Turcja | Süper Lig | 20    | 0      |
| 1998/99 | Trabzonspor     | Turcja | Süper Lig | 29    | 0      |
| 1999/00 | İstanbulspor AŞ | Turcja | Süper Lig | 17    | 0      |
| 2000/01 | İstanbulspor AŞ | Turcja | Süper Lig | 26    | 0      |

## Kariera reprezentacyjna
W reprezentacji Turcji Recep zadebiutował 16 marca 1988 roku w przegranym 0:1 towarzyskim spotkaniu z Węgrami. W 1996 roku został powołany przez selekcjonera Fatiha Terima do kadry na Euro 96. Tam zagrał we dwóch meczach: przegranych 0:1 z Portugalią i 0:3 z Danią. Ostatni mecz w kadrze narodowej rozegrał w kwietniu 1997 roku przeciwko Belgii (1:3). Łącznie wystąpił w niej 56 razy i strzelił jednego gola.